# Otto von Wollank
Otto Friedrich Wollank, seit 1913 von Wollank (* 18. September 1862 in Pankow; † 24. September 1929 in Berlin) war ein deutscher Landwirt und Gutsbesitzer.

## Leben
Otto Wollank war der älteste Sohn der Luise Berg und des Pankower Gutsbesitzers und Kommunalpolitikers Friedrich Adolph Wollank (1833–1877), nach dem die Wollankstraße in Berlin-Pankow benannt wurde, sowie die Otto-von-Wollank-Straße in Berlin-Kladow. (Lage)

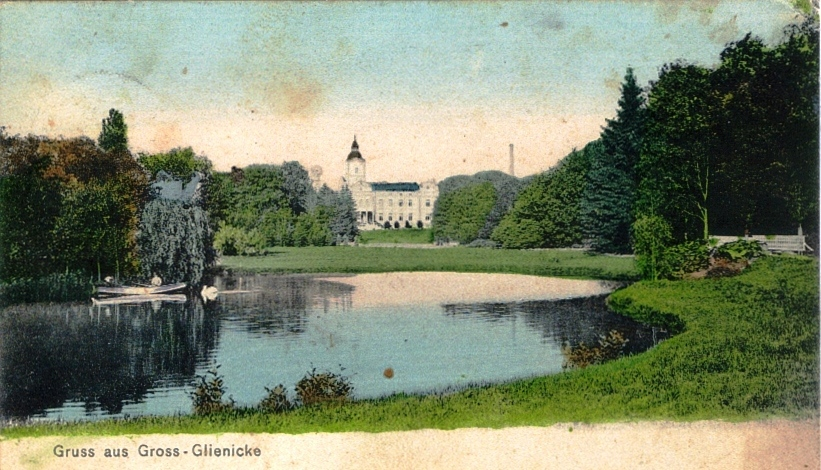
Schloss Groß Glienicke um 1910 (1945 zerstört)

Otto Wollank studierte ab 1881 an der Landwirtschaftlichen Hochschule Berlin. Nach dem Militärdienst als Einjährig-Freiwilliger übernahm er das Immobiliengeschäft seines früh verstorbenen Vaters. Im Frühjahr 1890 erwarb er für 900.000 Mark das ca. 1000 Hektar große Rittergut Groß-Glienicke von Johann Heinrich Berger-Landefeldt (* 1841). Wollank bewirtschaftete den Besitz nach neuen landwirtschaftlichen Methoden, so dass es bald als „landwirtschaftliches Mustergut“ bezeichnet wurde. Wollank wurde bald einem größeren Kreis im Großraum Berlin bekannt, weil er auf seinem Gut verschiedene soziale Einrichtungen wie eine Schule und einen Kindergarten erbauen ließ und betrieb.
Im August 1913 wurde Wollank auf seinen Antrag hin für seine vorbildlichen sozialen Leistungen in den erblichen preußischen Adelsstand erhoben.
Nach dem Tod seines jüngeren Bruders Adolf Wollank (1866–1915) erbte Otto Wollank das Schloss Dammsmühle von ihm, das er jedoch 1919 verkaufte. Infolge von wirtschaftlichen Schwierigkeiten verpachtete Wollank ab 1926 erhebliche Teile seines Grundbesitzes in Groß Glienicke an wohlhabende Berliner Bürger, die darauf teilweise Wochenendhäuser errichteten. Zuvor wurde für Groß Glienicke ein Familienfideikommiss eingerichtet, später war es wieder ein Allodgut. Vor 1929 beinhaltete Gut Groß Glienicke 971 ha, inkl. 375 ha Forsten. Verwalter war Karl Marzilger.

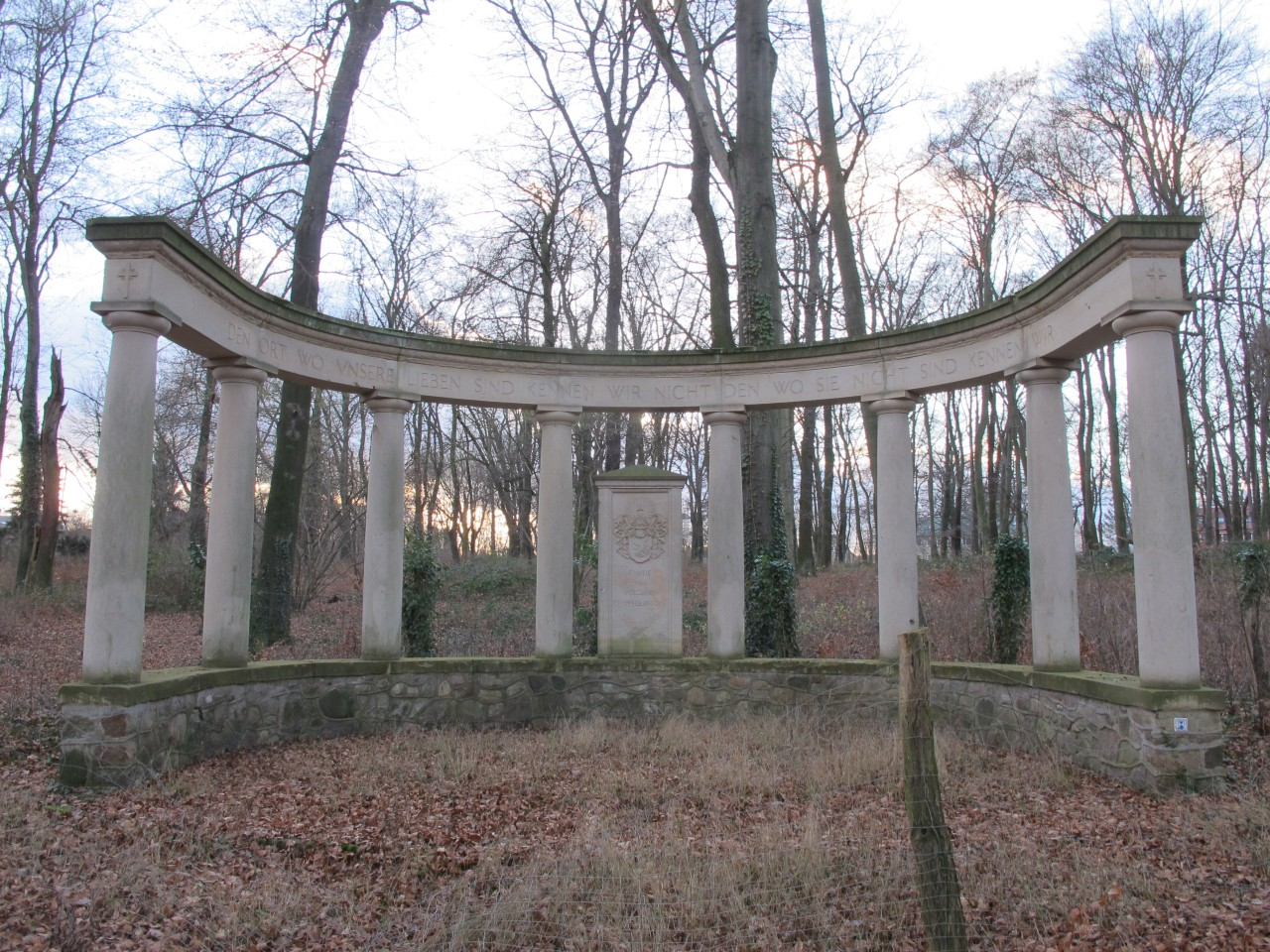
Groß-Glienicke Familiengrab von Wollank

Otto Wollank war ab 1894 in erster Ehe mit Katharina Anne Marie von Brietzke (1871–1916), Tochter des Gutsbesitzers Friedrich von Brietzke-Kemnitz und der Marie von Avemann, verheiratet. Aus der Ehe gingen drei Töchter, Irmgard starb gleich nach der Geburt 1897, und ein Sohn hervor. In zweiter Ehe war er ab 1916 mit Dorothea Else Müller (1881–1929) verheiratet, gemeinsam mit ihr verunglückte er am 23. September 1929 bei einem spektakulären Autounfall in Berlin tödlich. Seine Frau starb noch am selben Tag, er kurz darauf nach Mitternacht.
Die beiden Töchter heirateten in adelige Familien, Marie Luise (1895–1952) den Offizier und Gutsbesitzer Henning von Byern-Groß Germersleben, geschieden 1926; Ilse von Wollank (1896–1967) heiratete 1921 den Leutnant a. D. Robert von Schultz (1897–1941). Dieser besaß Gut Vaschvitz mit Dwarsdorf bei Trent auf Rügen. Der Sohn Horst von Wollank studierte, wurde Landwirt und gründete mit Else Thurick eine Familie. Groß Glienicke erhielt als alleinige Erbin Ilse von Schultz. Sie betreute mit ihrem Mann Groß Glienicke bis etwa 1937 und wohnte auch dort im Herrenhaus.
Die Nachfahren der Familie von Wollank sind heute der Sohn und der Enkel, er ist Journalist in Berlin, des Horst von Wollank.

## Ehrungen
- 1913: Erhebung in den Adelsstand
- 1935: Benennung einer Straße in Groß Glienicke